# Epiblasto
En embriología, el epiblasto es una clase de células presentes durante la etapa de gastrulación del desarrollo embrionario. En este estado, el epiblasto y el hipoblasto juntos forman el disco embrionario bilaminar, ambas capas provenientes de la masa celular interna. Las células del epiblasto dan origen a las tres capas de tejido embrionario: ectodermo, mesodermo y endodermo.

## Características
Las células que conforman el epiblasto son células columnares y se encuentran ubicadas de tal manera que forman el piso de la cavidad amniótica. Al llegar a la periferia lateral, las células del epiblasto se continúan con una membrana superficial llamada amnios que reviste el resto de la cavidad amniótica.

## Desarrollo
A medida que progresa la implantación del embrión humano, aparece la cavidad amniótica rodeada por una organización celular que forma una membrana llamada amnios y que encierra a la cavidad amniótica. Al mismo tiempo ocurren cambios morfológicos en la masa celular interna o embrioblasto de tal manera que se origina una placa bilaminar aplanada, transversalmente circular llamado disco embrionario. Esta estructura consiste en dos capas, la más gruesa es el epiblasto y opuesto a éste el hipoblasto. Pronto se forma el saco vitelino primario de modo que el disco embrionario queda entre la cavidad amniótica y el saco vitelino.